# (163) Érigone
Pour les articles homonymes, voir Érigone.
(163) Érigone est un astéroïde de la ceinture principale découvert par Henri Perrotin le 26 avril 1876.

## Occultation

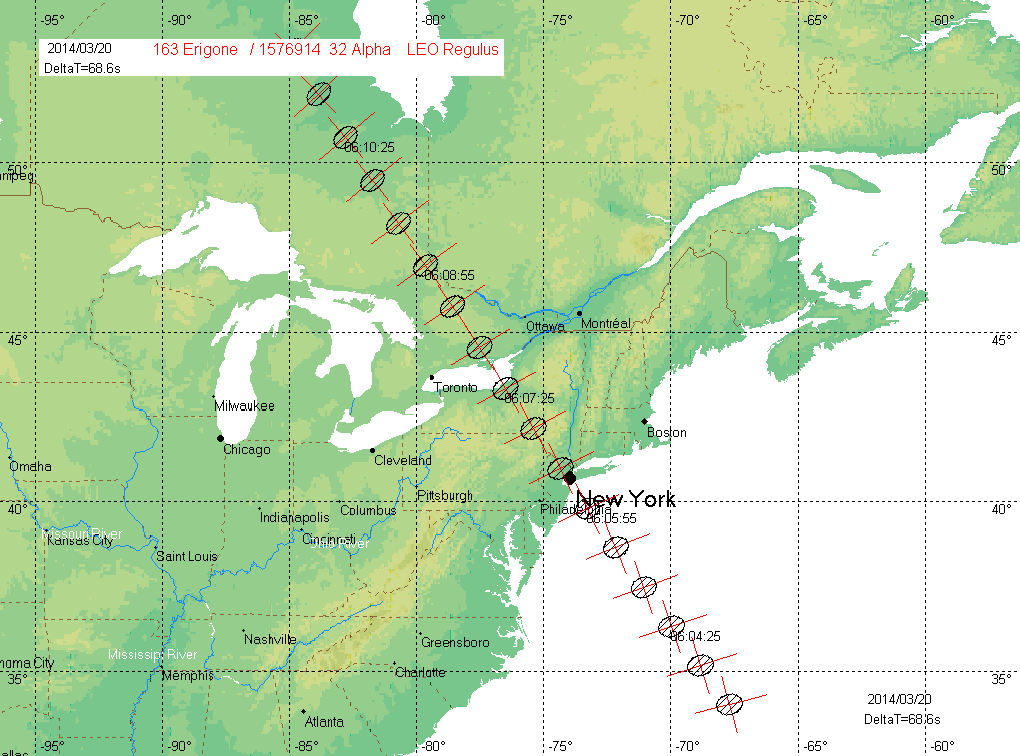
Trajectoire de l’occultation.

Le 20 mars 2014, (163) Érigone a occulté la brillante Régulus. Le phénomène aurait dû être observable à l'intérieur d'une bande d'environ 70 km passant dans le sud de l'Ontario, au Canada, ainsi que par New York, mais aucune observation ne fut rapportée en raison de la couverture nuageuse cette nuit-là dans les régions concernées.

## Compléments